# اقفز (أغنية ريانا)
جمب هي أغنية سجلتها المغنية البربادوسية ريانا لألبومها الإستديو السابع، أنبولجتك (2012). من كتابة كيفن كوسوم، إم. بي. وليامز، ميكيل إس. إريكسن، تور إريك هيرمانسن، شاول ميلتون، ويل كينارد، ومن إنتاج شيس أند ستاتس، ستارقيت، وكوك هاريل. هي أغنية من نوع الدبستيب التي تحتوي على عينة من أغنية جينيواين «بوني» التي صدرت عام (1996). تكوين الأغنية وهيكلها تلقى مقارنات ليس فقط لأغنية جستن تيمبرلك «كراي مي آ ريفر» ولأغنية ماغنيتيك مان «آي نيد آير»، ولكن أيضاً لبعض أغاني ريانا السابقة، بما في ذلك «رود بوي» و «ريد لبستك».